# NGC 826
NGC 826 je galaksija u zviježđu Trokut.

## Vanjske poveznice
- SEDS: NGC 826